# بنگین
بنگین یکی از روستاهای استان آذربایجان شرقی است که در دهستان دولت‌آباد بخش مرکزی شهرستان مرند واقع شده‌است.